# 天主教東枝總教區
天主教東枝總教區 （拉丁語：Archidioecesis Taunggyiensis）是緬甸一個羅馬天主教總教區，也是該國三個總教區之一。
下轄景棟、壘固、貝貢和東吁四個教區。2004年有教友7,350人、12個堂區、25名司鐸。總主教為瑪第亞·吳瑞。
1961年3月21日設教區，1998年1月17日升為總教區。